# Elymnias agondina
Elymnias agondina är en fjärilsart som beskrevs av Hans Fruhstorfer 1904. Elymnias agondina ingår i släktet Elymnias och familjen praktfjärilar. Inga underarter finns listade i Catalogue of Life.